# Магнолија (Минесота)
Магнолија (енгл. Magnolia) град је у америчкој савезној држави Минесота.

## Демографија
По попису из 2010. године број становника је 222, што је 1 (0,5%) становника више него 2000. године.
| Група             | 2000.       | 2010.       |
| Белци             | 181 (81,9%) | 181 (81,5%) |
| Афроамериканци    | 6 (2,7%)    | 3 (1,4%)    |
| Азијати           | 21 (9,5%)   | 19 (8,6%)   |
| Хиспаноамериканци | 11 (5,0%)   | 5 (2,3%)    |
| Укупно            | 221         | 222         |